# Coleophora hemerobiella
Coleophora hemerobiella é uma espécie de mariposa do gênero Coleophora pertencente à família Coleophoridae.